# جزبل معمولی
پروانه جزبل معمولی (نام علمی: Delias eucharis) از گونه‌های متوسط پروانه‌ها است که در آسیای جنوبی و آسیای جنوب‌شرقی به‌ویژه مناطق غیرخشک همانند کشورهایمیانمار، تایلند، سری‌لانکا و هند زیست می‌کند. این گونه عضو سرده هاشوربالان و تیره کاهی‌بالان است که که در سال ۱۷۷۳ توصیف علمی شده‌است.

## نگارخانه

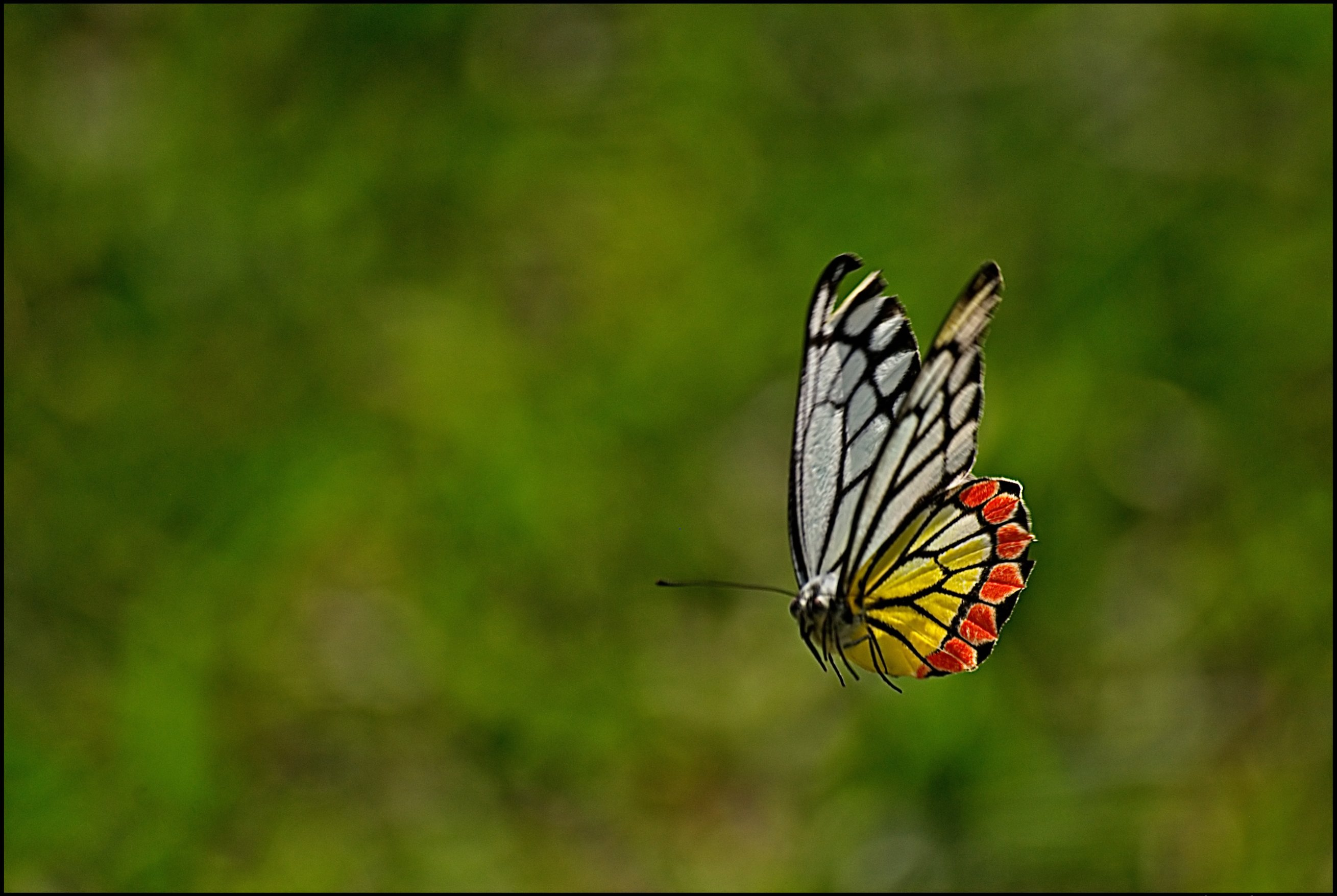
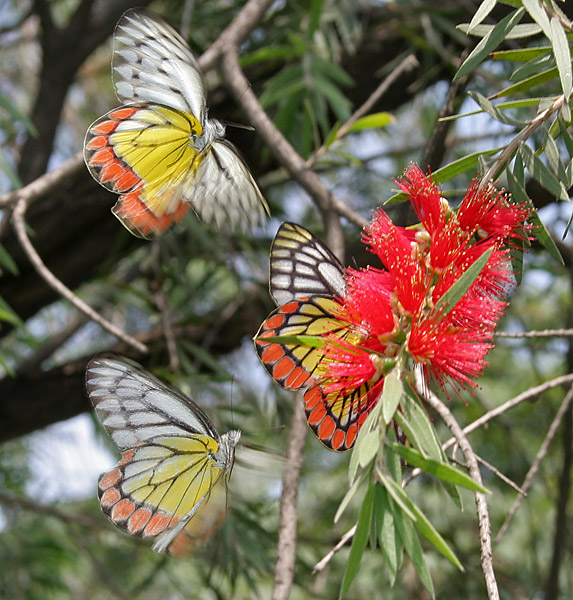
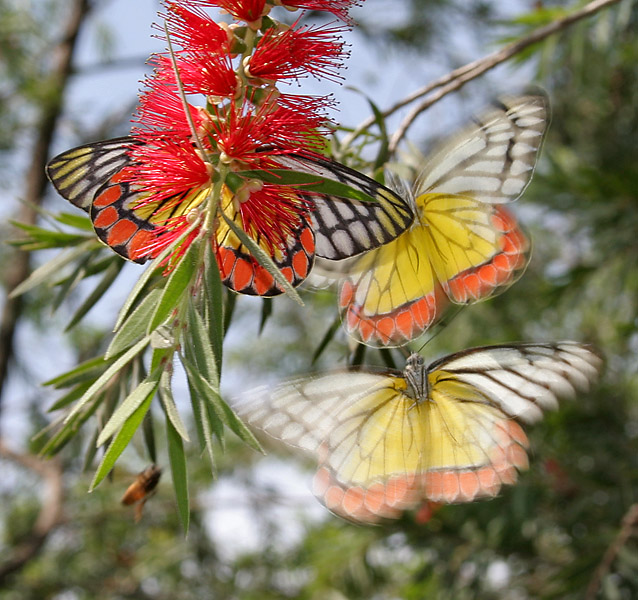
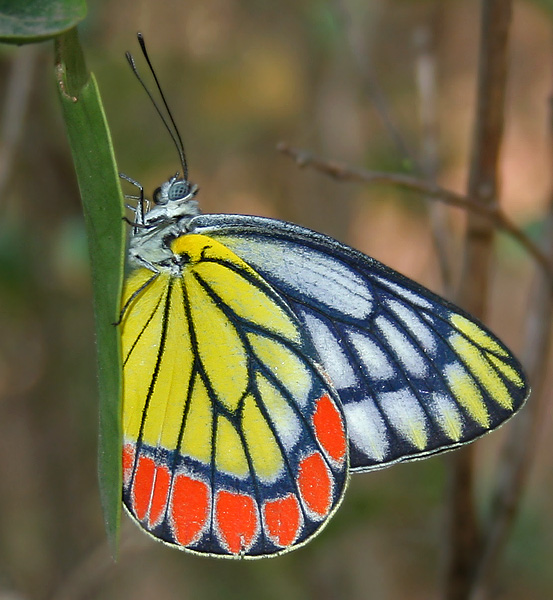
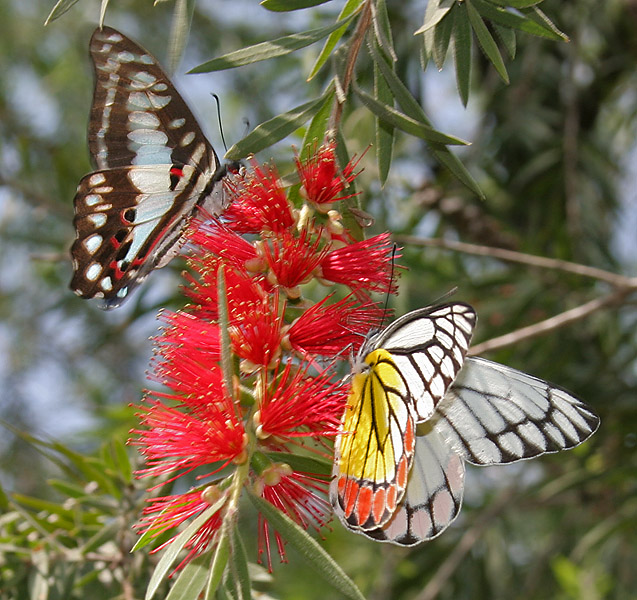
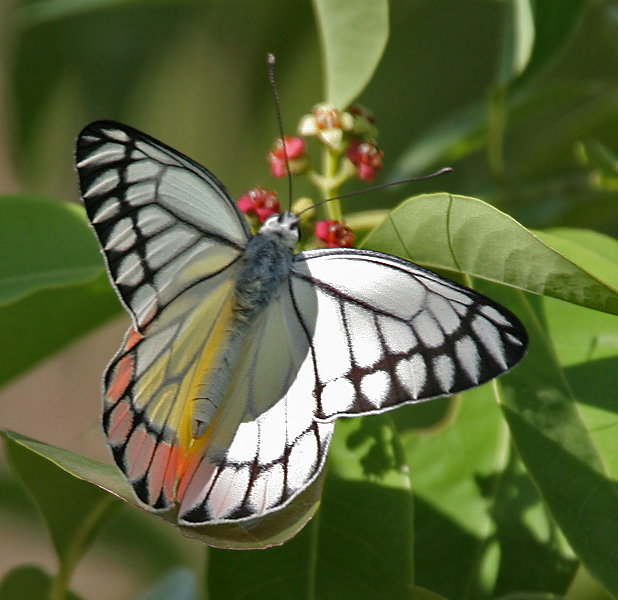
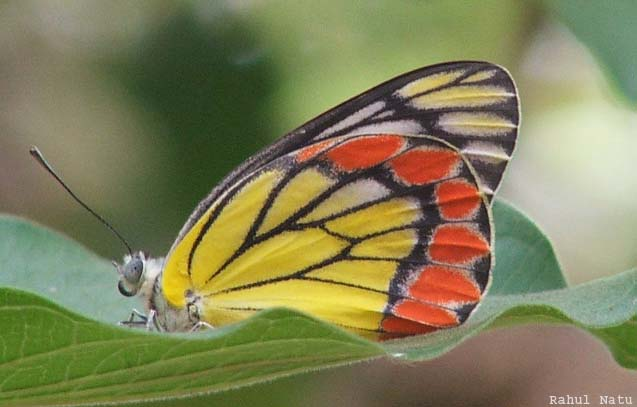
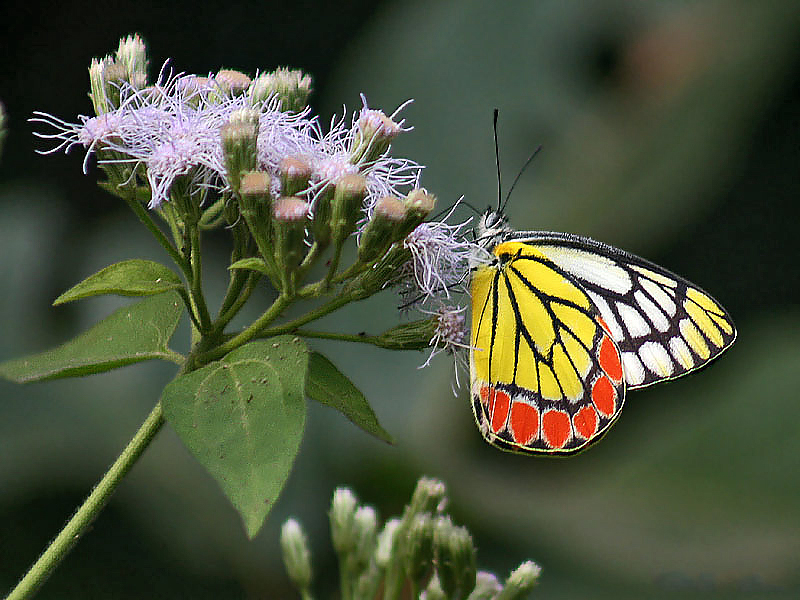
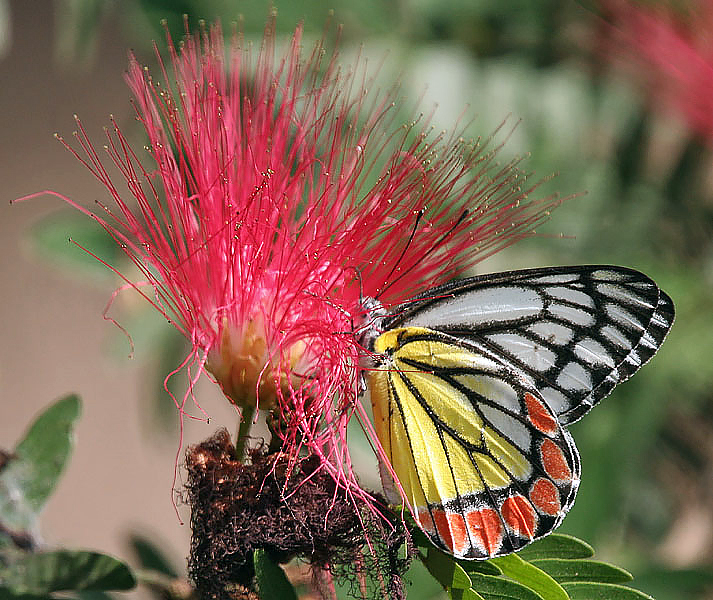
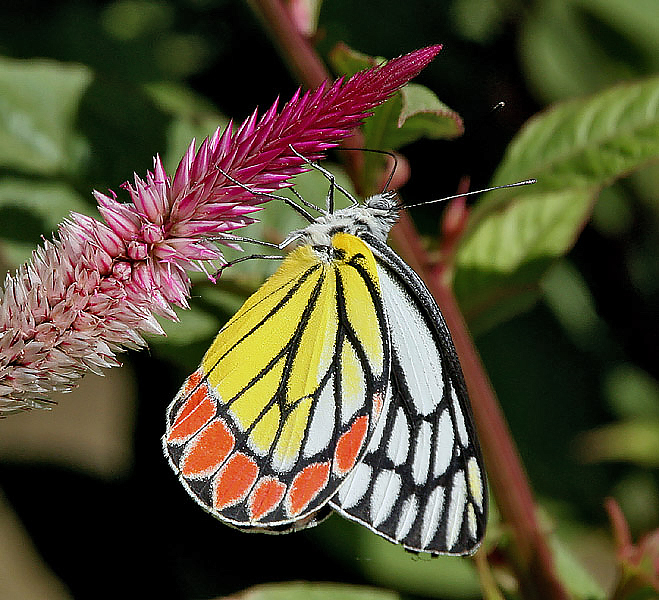
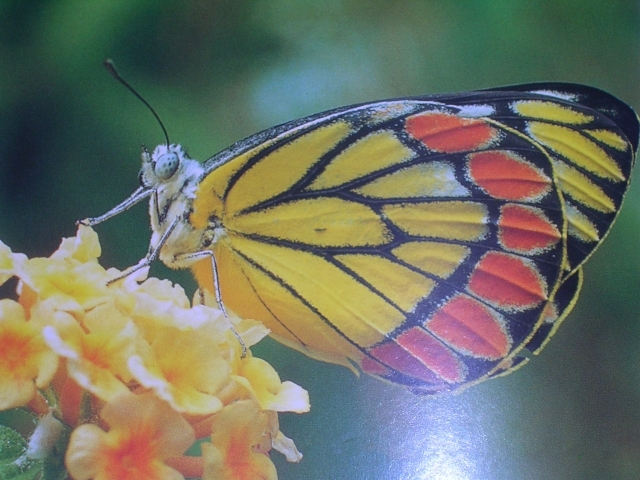
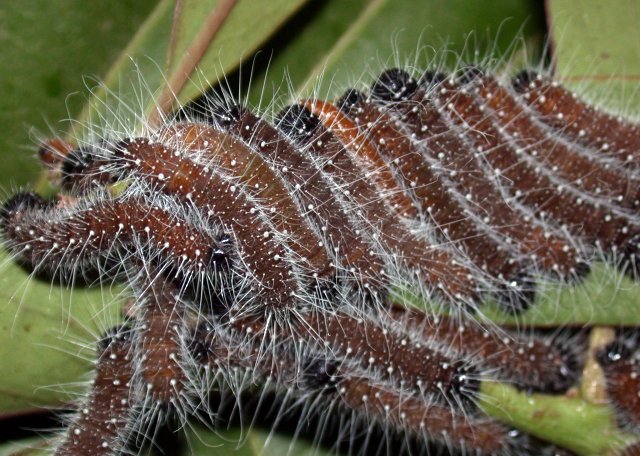
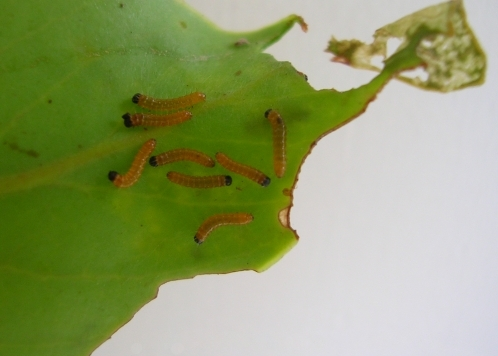